# Orthsee
Der Orthsee liegt etwa 17 Kilometer nordwestlich von Waren (Müritz) im Westen des Landkreises Mecklenburgische Seenplatte. Das ungefähr 2300 Meter lange und bis zu 500 Meter breite Gewässer ist ein See im Oberlauf der Nebel. Er ist aus dem Frankfurter Vorstoß der Weichseleiszeit entstanden. 
Der langgestreckte See hat mehrere Buchten. Der Ort Hohen Wangelin liegt am Abfluss der Nebel im Westen, welche den See im Süden erreicht.
Der See und sein Umfeld sind Bestandteil des FFH-Gebietes Nebeltal mit Zuflüssen, verbundenen Seen und angrenzenden Wäldern.